# Iława Główna
Iława Główna je hlavní nádraží v Iławě, nachází se Varmijsko-mazurském vojvodství v severovýchodním Polsku. 

## Obecný přehled

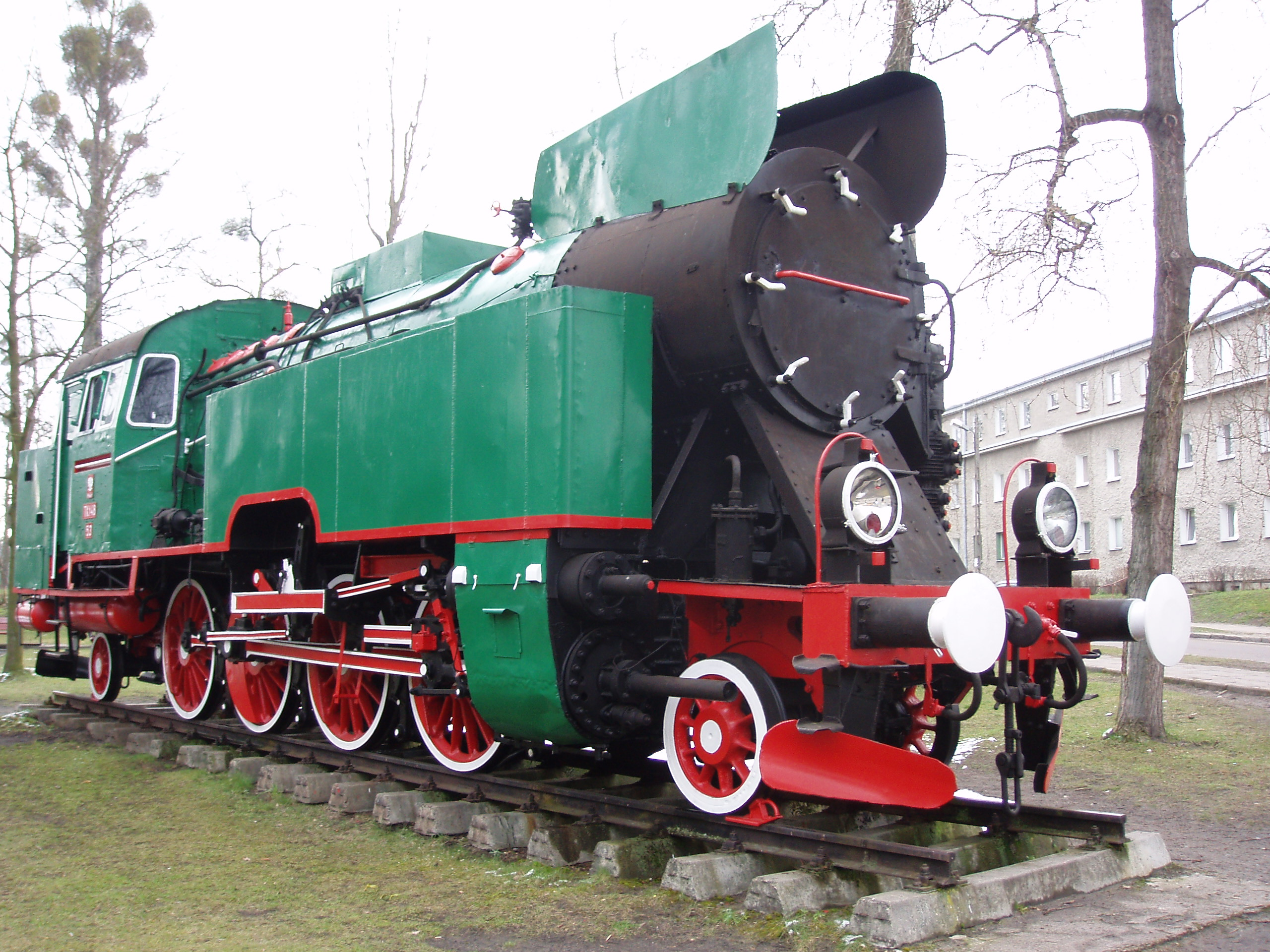
Parní lokomotiva řady TKt48 před nádražím

Nádražní bodudova pochází z roku 1900, postavena byla z červených cihel v novogotiském stylu. Výrazným rysem nádražní budovy jsou nadstřešní konstrukce, neboli vikýře. Uvnitř nádražní budovy se nacházejí výdejny jízdenek, čekárny, ale i několik obchodů. V příjezdové hale jsou mimo jiné i stropní fresky zobrazující znaky měst a květinové motivy. Dne 16. srpna roku 2006 byla nádražní budova zapsána do seznamu památek.
Před nádražním se nachází polská parní lokomotiva řady TKt48, vyráběná v letech 1950 až 1957 v Chrzanówě.
Železniční stanice má tři ostrovní nástupiště, všechna jsou krytá. Stanicí prochází 31 dopravních kolejí z nichž 1–6 kolej obsluhuje osobní vlaky, 7–13 kolej obsluhuje nákladní vlaky, 14 kolej je uzavřena z důvodu špatného technického stavu, 15 kolej slouží elektrickým lokomotivám, 16–31 kolej slouží k sezařovaní a posunu nákladních vlaků.

## Železniční doprava
Osobní vlaky směřují do železničních stanic – Malbork, Olsztyn Główny, Jabłonowo Pomorskie, Toruń Główny, Bydgoszcz Główna, Działdowo
Spěšné vlaky směřují do železničních stanic – Gdańsk Główny, Gdynia Główna, Olsztyn Główny
Spoje Interregio směřují do železničních stanic – Gdańsk Główny, Gdynia Główna, Olsztyn Główny, Łódź Kaliska, Sieradz, Poznań Główny, Wrocław Główny
Spoje Twoje Linie Kolejowe (TLK) směřují do železničních stanic – Gdańsk Główny, Gdynia Główna, Kołobrzeg, Olsztyn Główny, Suwałki, Warszawa Centralna, Warszawa Wschodnia Osobowa, Łódź Kaliska, Wrocław Główny, Radom, Kielce, Kraków Płaszów, Częstochowa, Kraków Główny Osobowy, Zakopane, Katowice, Wisła Głębce, Lublin, Poznań Główny.
Spoje Intercity směřují do železničních stanic – Gdańsk Główny, Gdynia Główna, Warszawa Centralna, Kraków Główny Osobowy, Zakopane.

## Galerie

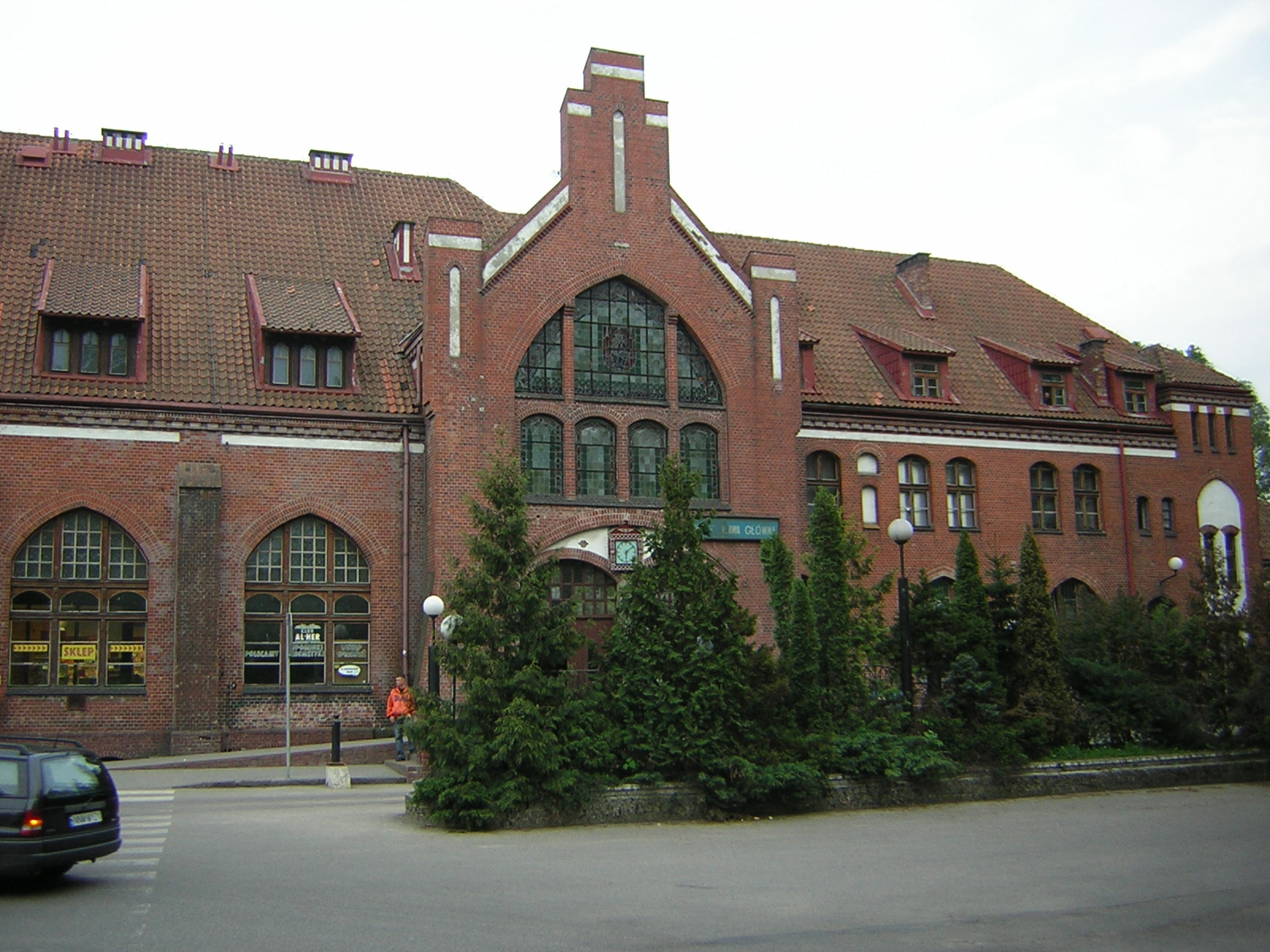
Nádražní budova
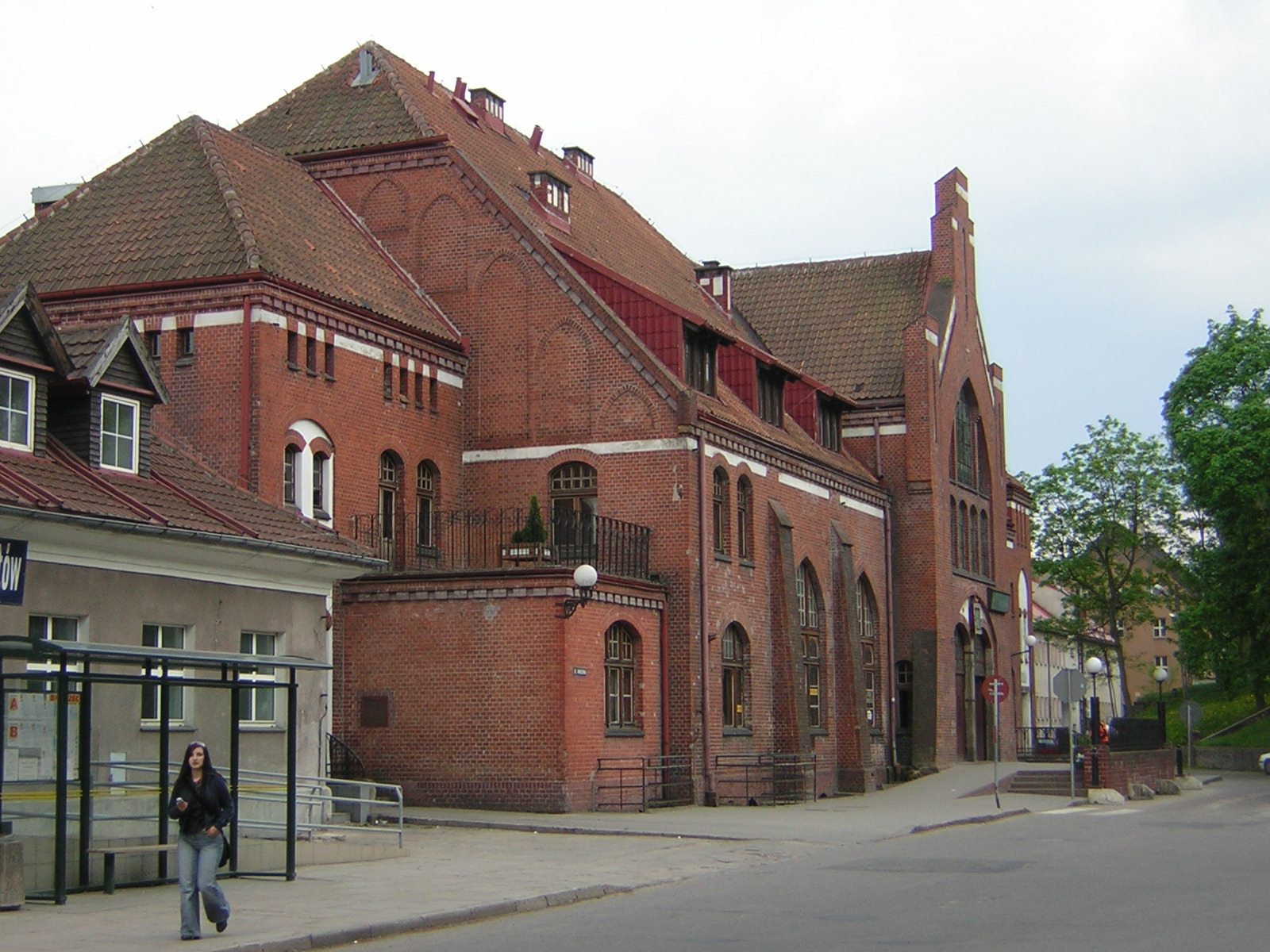
Nádražní budova
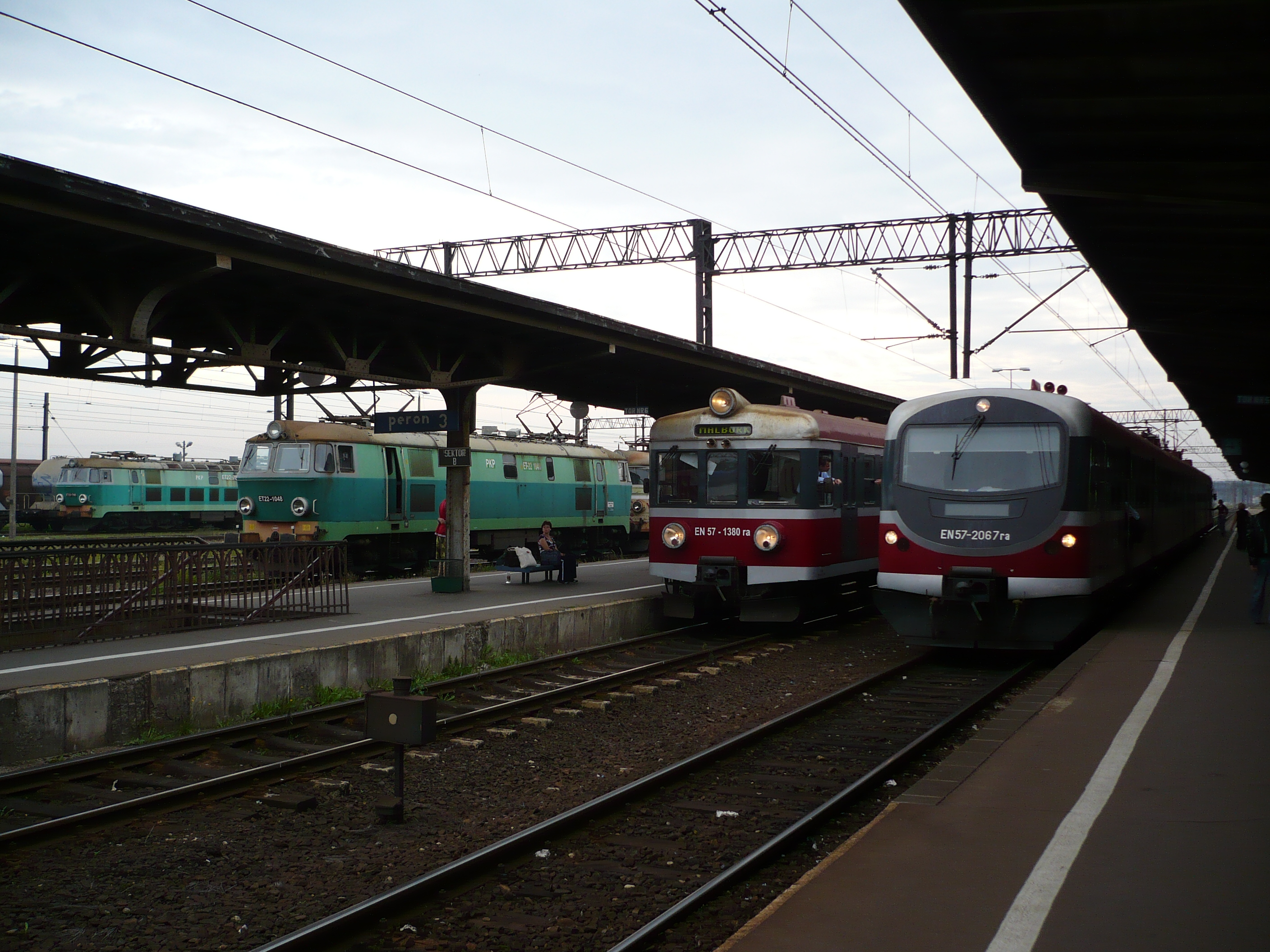
Nástupiště
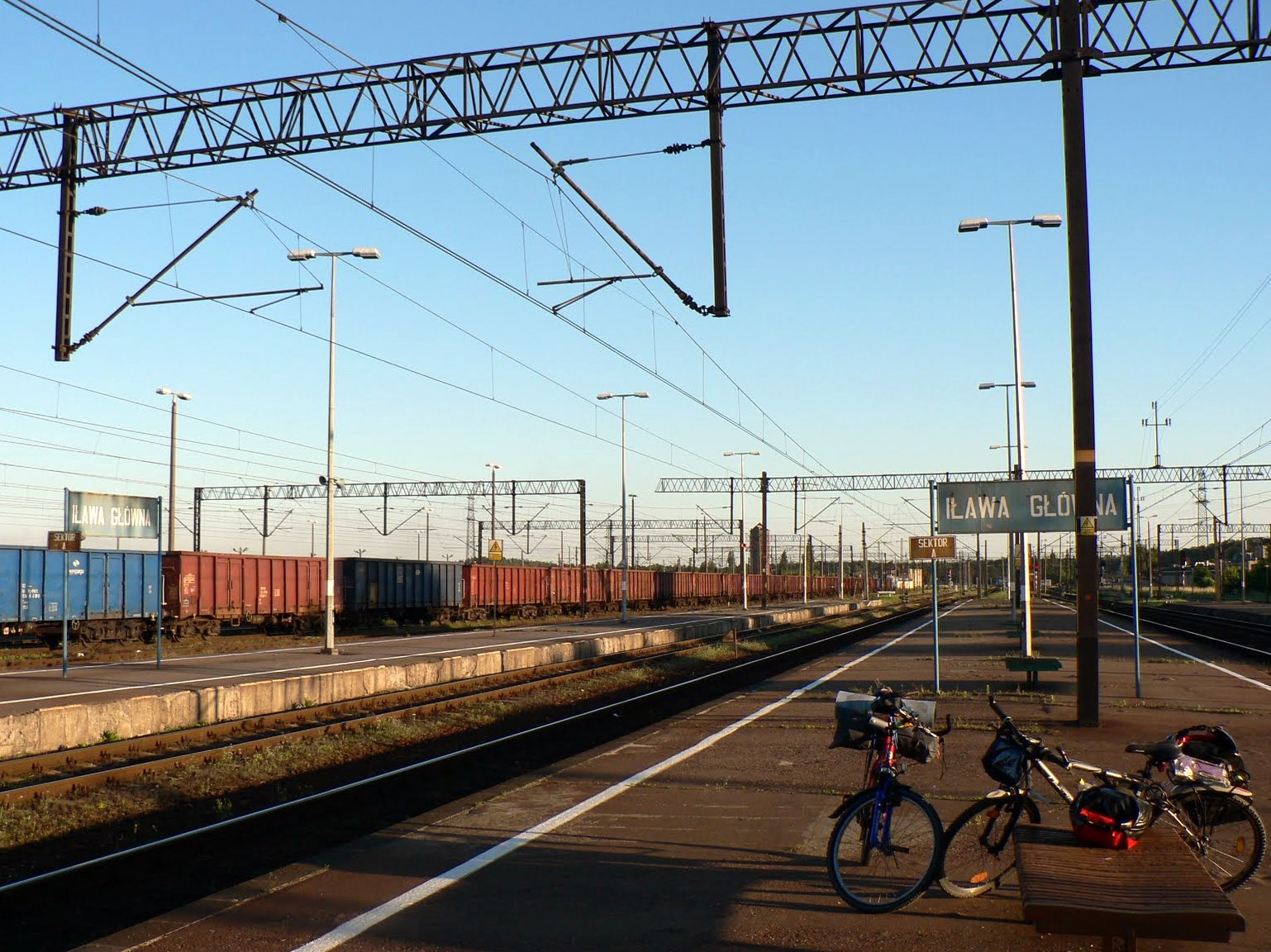
Nástupiště
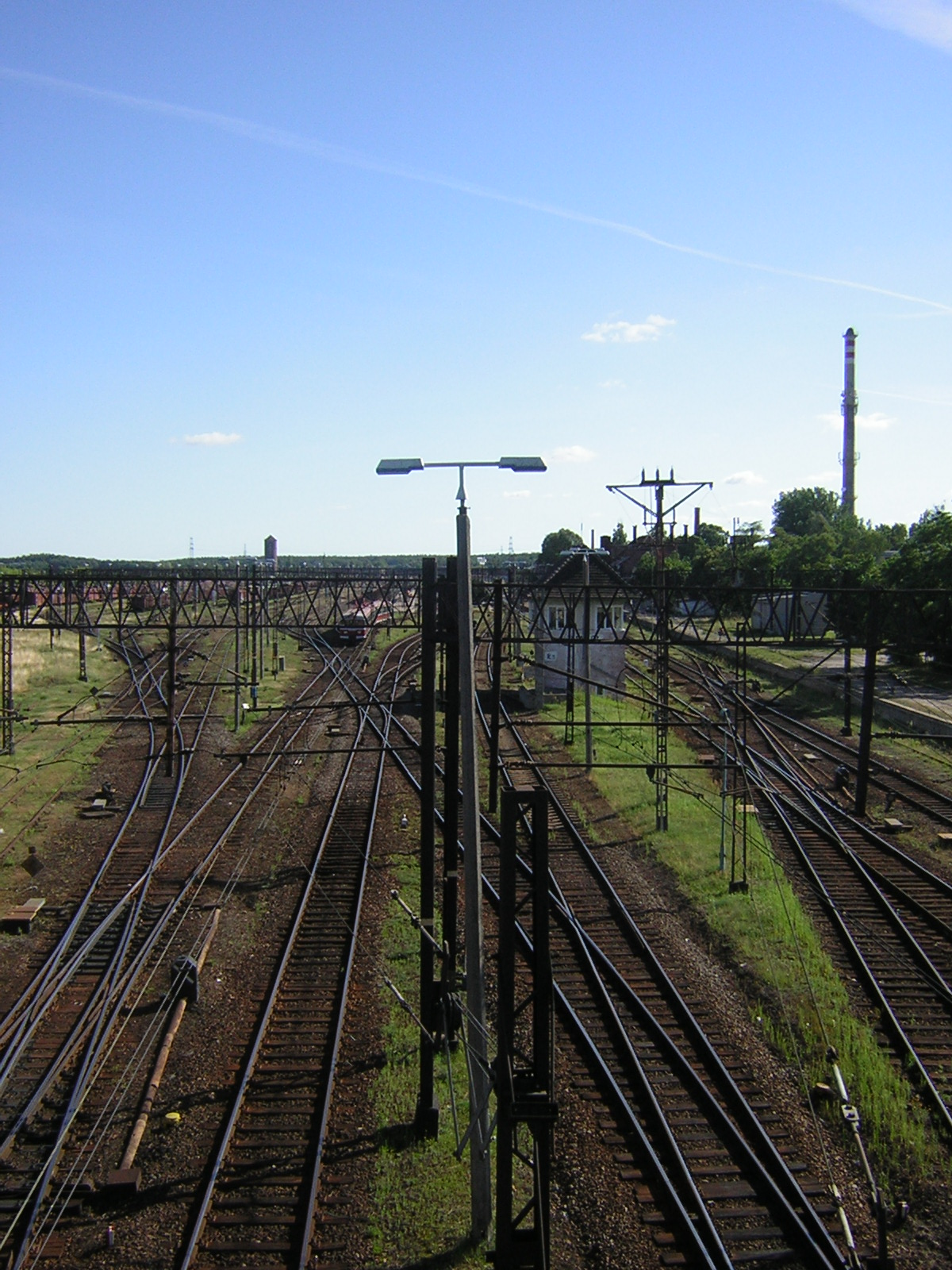
Železniční uzel v Iławě